# Statuette équestre dite de Charlemagne
La statuette équestre dite de Charlemagne est une statuette en bronze datée de l'époque carolingienne présentant à la manière des empereurs romains Charlemagne ou son petit-fils Charles le Chauve. L’œuvre fut réalisée à partir d'un remploi antique pour le cheval, sur le modèle de la statue équestre de Marc-Aurèle. Il s'agit de la seule ronde-bosse carolingienne conservée à ce jour. Elle est conservée au musée du Louvre.

## Description
C'est une statuette de 24 cm de haut présentant un personnage à cheval vêtu à la manière des empereurs romains. L’œuvre fut réalisée à partir d'une statuette de cheval produite durant le Bas Empire (ou durant le IXe siècle). Le personnage fut ajouté au IXe siècle. Ce dernier fut réalisé en deux parties distinctes, le corps et la tête. Il porte une couronne et tient dans la main gauche l'orbe. Sa main droite tenait, quant à elle, probablement une épée ou un sceptre qui a aujourd'hui disparu. Il s'agit là des insignes impériaux courants : le souverain, tenant le globe et cette épée (aujourd'hui disparue), s'affirme comme un conquérant, un « nouveau César » aux yeux du monde.

## Analyse

### Un cheval antique?
Aucune source ne détaillant la création de cette œuvre, son analyse repose uniquement sur l'étude de l’œuvre. Il est ainsi difficile de prouver avec certitude sa réalisation en deux temps, et tout particulièrement la provenance antique du cheval. Deux éléments accréditent néanmoins la thèse d'une production distincte de l'empereur et de sa monture. Tout d'abord, les deux parties ont été réalisées dans deux bronzes différents, ce qui invite à penser qu'elles ne furent pas réalisées dans le même atelier ni à la même époque. Qui plus est, on note une disproportion notable entre l'échelle du cavalier et celle du cheval.

### Identification du personnage

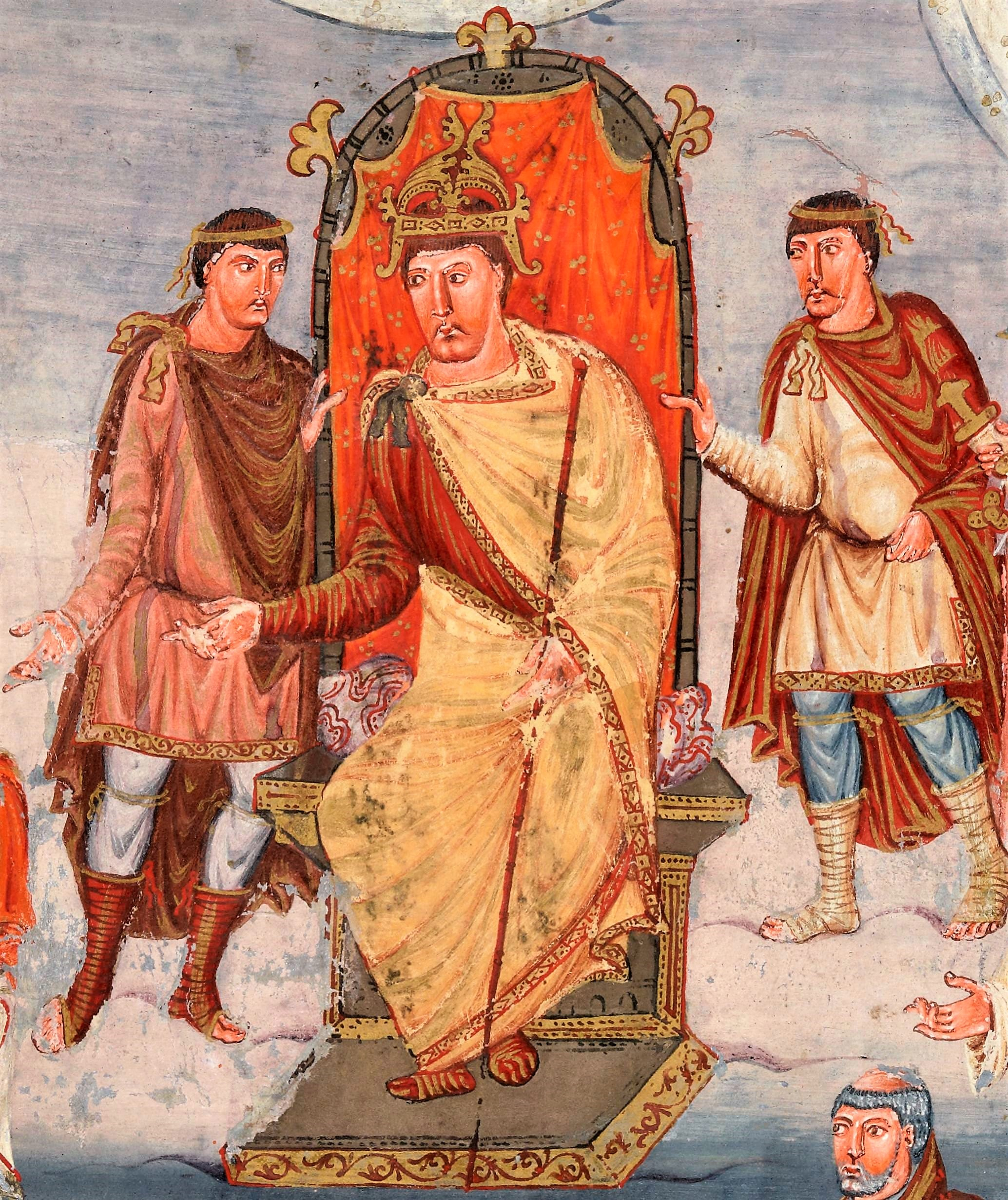
Le comte Vivien offrant un manuscrit de la Bible à Charles le Chauve (BnF, ms. Latin 1 Folio 423r).

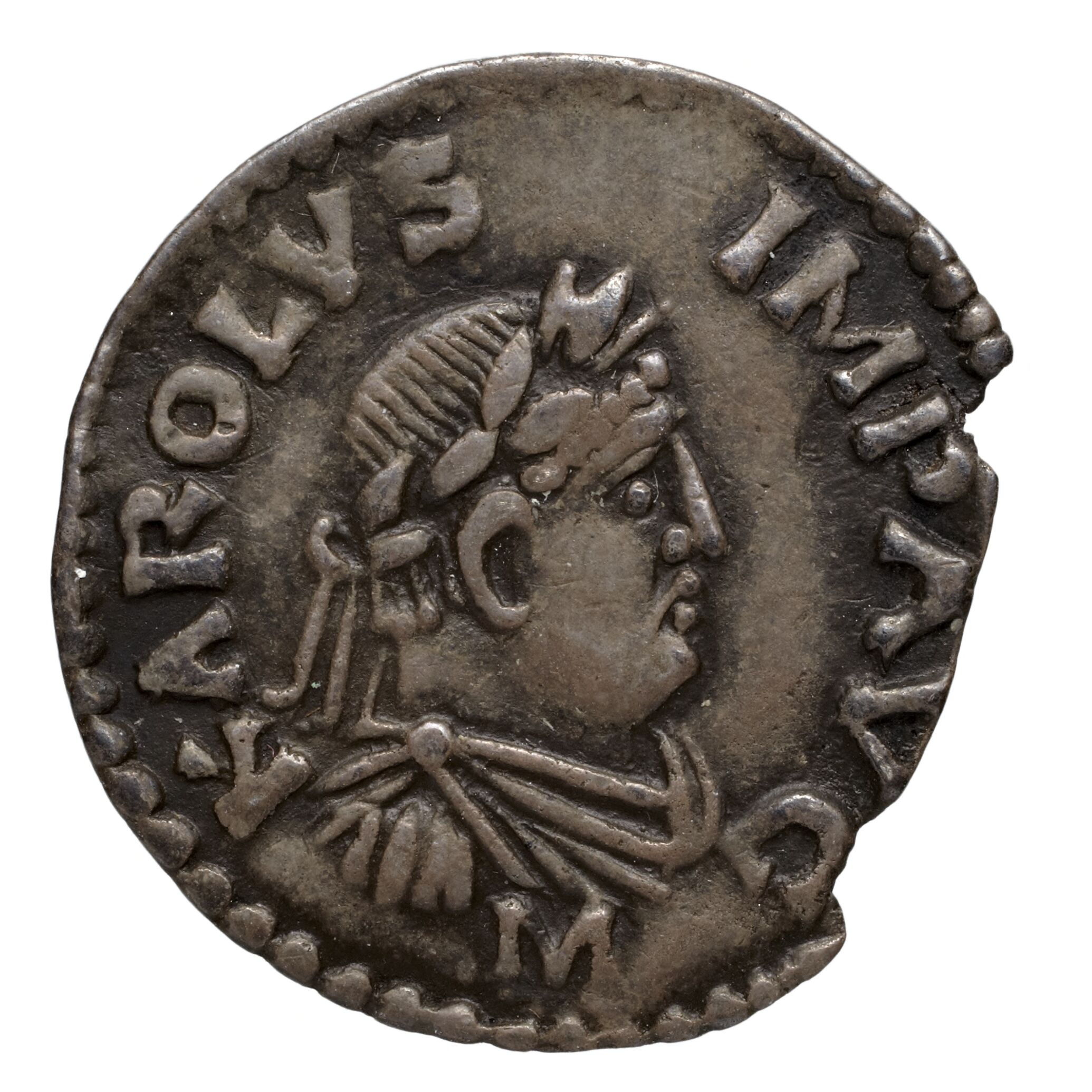
Représentation de Charlemagne sur un denier de Mayence (814).

L’identification du personnage présenté est ici incertaine. Nous ne sommes en effet pas sûrs qu'il s'agisse bien de Charlemagne. Il pourrait également s’agir de son petit-fils Charles II le Chauve. On présume que c’est Charlemagne car on l’a retrouvé dans le trésor de la cathédrale de Metz, un évêché qui tenait beaucoup à Charlemagne, lequel y a fait de nombreux dons. Lorsque l’on regarde le visage et l’habit de l'empereur, on constate qu'elle est tout à fait en conformité avec la description que nous fait Eginhard, premier biographe de l’empereur : il le décrit comme rond, portant une longue moustache, des grands yeux et vêtu comme un Franc avec culotte courte, manteau court sur la tunique. Le personnage en question semble bien correspondre à cette description. 
Mais il s’avère que son petit-fils lui ressemble et surtout qu’il essaie de lui ressembler. En effet, Charles le Chauve a besoin d’affirmer son autorité à la suite de conflits familiaux (il est le fils de la seconde épouse de Louis le Pieux). Ainsi l’œuvre est datable du début du IXe siècle ou de la seconde moitié du IXe siècle. Les restaurations de l’objet n’ont pas permis de résoudre la question. Le trésor de la cathédrale de Metz possédait la première Bible de Charles le Chauve qui lui avait peut-être été offerte à l'occasion du couronnement de Charles le Chauve comme roi de Lotharingie dans la cathédrale de Metz, en 869. La représentation de Charles le Chauve dans cette Bible est assez proche de celle du cavalier.
Cette statuette est peut-être celle qui était exposée dans la cathédrale de Metz pendant la messe de la saint Charlemagne.

### Intérêt pour l'antiquité

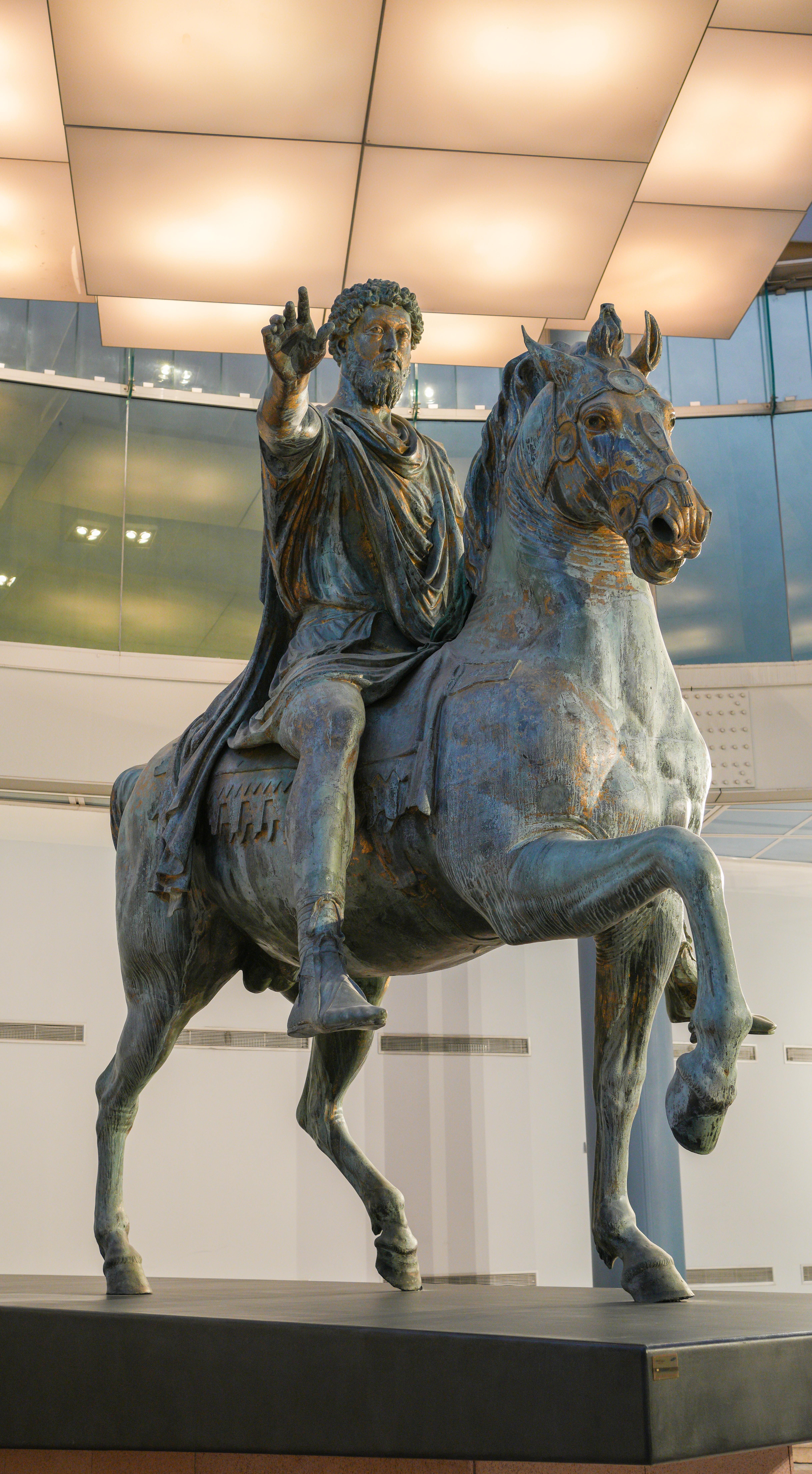
Statue de l'empereur Marc-Aurèle, cour du Musée du Capitole. Musée du Capitole, dans le Palais des Conservateurs : dans l'exèdre de Marc Aurèle

L'intérêt porté à l'Antiquité frappe dans cette œuvre. Outre le remploi d'une œuvre antique, l'artiste a ici représenté l'empereur vêtu à la manière des empereurs romains et adoptant leur posture. L'iconographie de l'empereur conquérant représenté à cheval est en effet issue de celle des empereurs romains et tout particulièrement d'une statue de Marc-Aurèle, connue des contemporains de Charlemagne mais dont on pense alors qu'il s'agit d'une statue de l'empereur Constantin. Celle-ci présente dès lors un double intérêt pour les empereurs carolingiens. Ces derniers cherchent en effet à recréer un empire après la période des invasions barbares et prennent modèle sur l'Empire romain. L'empereur Constantin est considéré alors comme un empereur majeur, notamment sur le plan religieux puisqu'il légitime la religion chrétienne par l'édit de Milan. Prendre pour modèle sa statue équestre équivaut alors pour les empereurs carolingiens à se présenter comme leurs successeurs légitimes, à s'affirmer comme les créateurs, profondément chrétiens, d'un nouvel empire.

## Histoire de l’œuvre
L’œuvre provient du trésor de la cathédrale de Metz. C'est peut-être celle qui est citée dans les registres capitulaires du 6 novembre 1507.  La notice du musée du Louvre de cette œuvre indique qu'il y avait dans les registres de la cathédrale deux statues de Charlemagne au XVIe siècle. Une en argent doré exécutée par l'orfèvre messin François en 1507, l'autre « d'airain » ou de « cuivre doré » en 1567. C'est probablement la seconde qui correspond à la statuette se trouvant au musée du Louvre. Cette statuette est de nouveau citée dans des inventaires, en 1657 et 1682. Elle est redécouverte en 1807 par Alexandre Lenoir. Elle est vendue par ses héritiers à Monsieur Evans-Lombe, qui la revend à la Ville de Paris. Endommagée par un incendie, la municipalité la dépose au musée Carnavalet en 1879. Elle est entrée au musée du Louvre en 1934 par échange.  
Dans le cérémonial de l'église cathédrale de Metz, il est écrit qu'une statue équestre de Charlemagne était apportée dans la cathédrale jusqu'à l'Aigle qui se trouvait sous la couronne aux messes de toutes les fêtes solennelles, à la messe de Noël si c'est un dimanche, à Pâques et à la Pentecôte. Dans le Pays Lorrain de 1909, il est précisé que la statuette de Charlemagne exposée à Pâques et à la Pentecôte était en vermeil et qu'à la saint Charlemagne la statuette exposée était en bronze doré.